# Весция
Весция (на латински: Vescia) е древен латински град на аврунките и авзоните в Лацио.
Намира се на река Лири (Гариляно) до планината Monte Massico, в провинция Казерта, в Кампания, Италия.
Весция е в „Пет-държавия съюз“ (Pentapolis Aurunca) на аврунките заедно с градовете Авзона (Ausona или Aurunca), Минтурнае, Суеса Аврунка и Мондрагоне (Mondragone).
Градът участва в Латинските войни през 340 пр.н.е. и се бие против консулите Манлий и Деций.
През 314 пр.н.е. е разрушен от римляните. По време на Третата самнитска война през 296/295 пр.н.е. римляните основават на мястото му гражданската колония Синуеса (Sinuessa).
Според някои учени на мястото на древния град се намира Кастелфорте.